# Neohaematopinus cognatus
Neohaematopinus cognatus är en insektsart som beskrevs av Johnson 1959. Neohaematopinus cognatus ingår i släktet Neohaematopinus och familjen ledlöss. Inga underarter finns listade i Catalogue of Life.